# Astronauta
Un astronauta (també cosmonauta o taikonauta) és una persona que viatja a l'espai exterior. El criteri per considerar a una persona astronauta és que hagi viatjat a una alçada superior a 80 o 100 km (segons els països). A principis de 2004, més de 430 persones de 32 països diferents havien exercit d'astronautes.

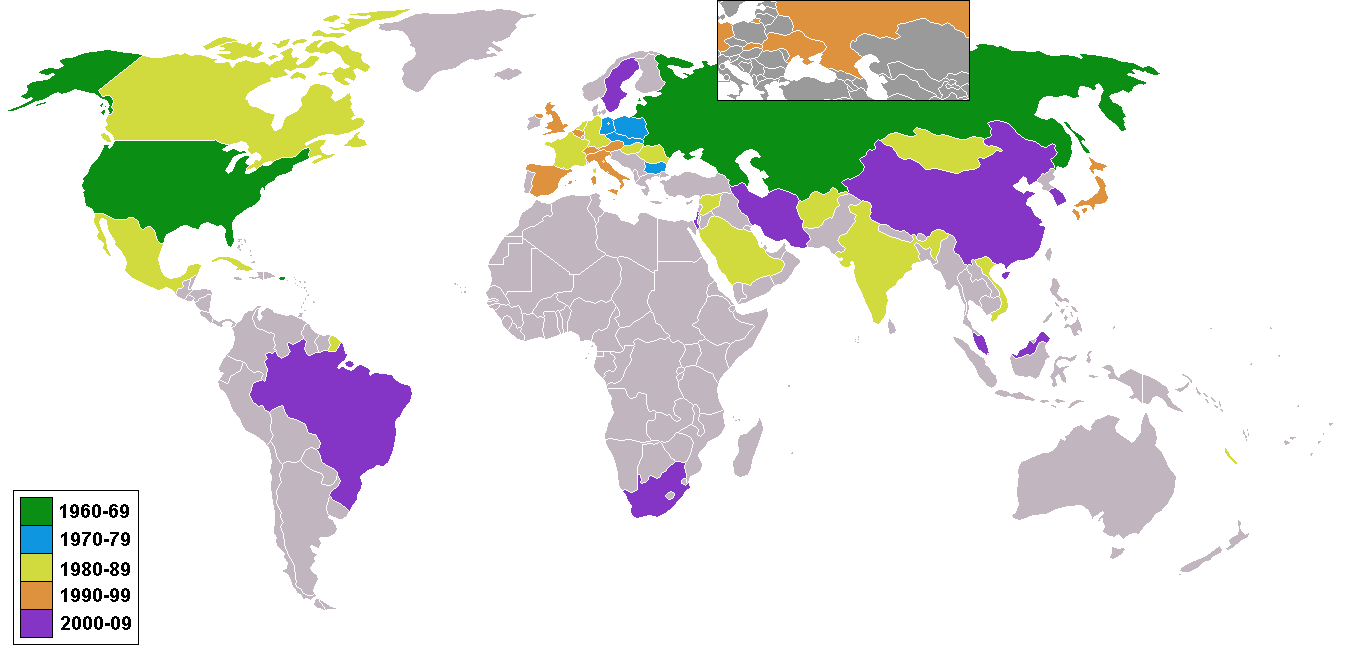
Països que tenen ciutadans que han volat a l'espai, fins a l'abril de 2008.

Fins al 2002, els astronautes eren patrocinats i entrenats exclusivament pels governs, ja sigui per l'exèrcit o per agències espacials civils. Amb el vol suborbital de la SpaceShipOne, finançada de manera privada, l'any 2004, es va crear una nova categoria d'astronauta: l'astronauta comercial.

## Terminologia
En català, el terme astronauta és el més usat, i deriva de les paraules gregues ástron (άστρον), que significa "estrella", i nautes (ναύτης), que significa "navegant". La primera utilització coneguda del terme "astronauta", en el sentit modern, és al relat breu de Neil R. Jones The Death's Head Meteor, del 1930.
El primer ús formal conegut del terme astronàutica a la comunitat científica va ser l'establiment del Congrés Astronàutic Internacional anual el 1950, i la posterior fundació de la Federació Astronàutica Internacional l'any següent.
Cosmonauta es fa servir habitualment per referir-se a astronautes russos o de l'antiga Unió Soviètica i països de l'antic Bloc de l'Est. Aquest terme prové del rus kosmonavt (космонавт) que deriva de les paraules gregues kosmos (κοσμος, univers) i nautes (ναύτης, navegant).
Taikonauta es fa servir per als astronautes xinesos. És un neologisme format a partir del terme xinès 太空 
(tàikōng, espai) i del grec ναύτης (nautes, navegant). La paraula oficial xinesa que designa a un astronauta és 宇航員 (yǔhángyuán) però el terme taikonauta fou proposat per Chiew Lee Yih el maig de 1998 a Internet i es va acceptar ràpidament al món anglosaxó.
L'Agència Espacial Europea va preveure reclutar per al seu Grup d'Astronautes de 2022 un astronauta amb una discapacitat física, una categoria que van anomenar "parastronautes", amb la intenció però no amb la garantia de vol espacial. Les categories de discapacitat considerades per al programa eren individus amb deficiència de les extremitats inferiors (ja sigui per amputació o congènita), diferència de longitud de cames o una estatura baixa (menys de 130 centímetres o 4 peus i 3 polzades). El 23 de novembre de 2022, John McFall va ser seleccionat per ser el primer parastronauta de l'ESA.

## Astronautes pioners

### Cosmonautes

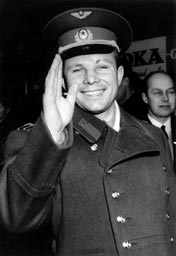
El soviètic Iuri Gagarin va ser el primer ésser humà a viatjar a l'espai exterior, a bord del Vostok 1, el 12 d'abril de 1961, així com el primer cosmonauta/astronauta de la història

La primera persona a sortir a l'espai en tota la història va ser el cosmonauta Iuri Gagarin en ser llançat el 12 d'abril de 1961 a bord de la nau Vostok 1. La primera dona a volar a l'espai va ser Valentina Tereixkova, la qual va sortir a l'espai el 16 de juny de 1963 a bord de la Vostok 6. Guérman Titov, cosmonauta soviètic, va ser el segon home en òrbita terrestre després de Gagarin.
En el marc del programa Intercosmos, també van anar a l'espai cosmonautes del Bloc de l'Est i altres països aliats de la Unió Soviètica, com Cuba. També França i l'Índia, que no eren estats socialistes, van participar en l'Intercosmos.

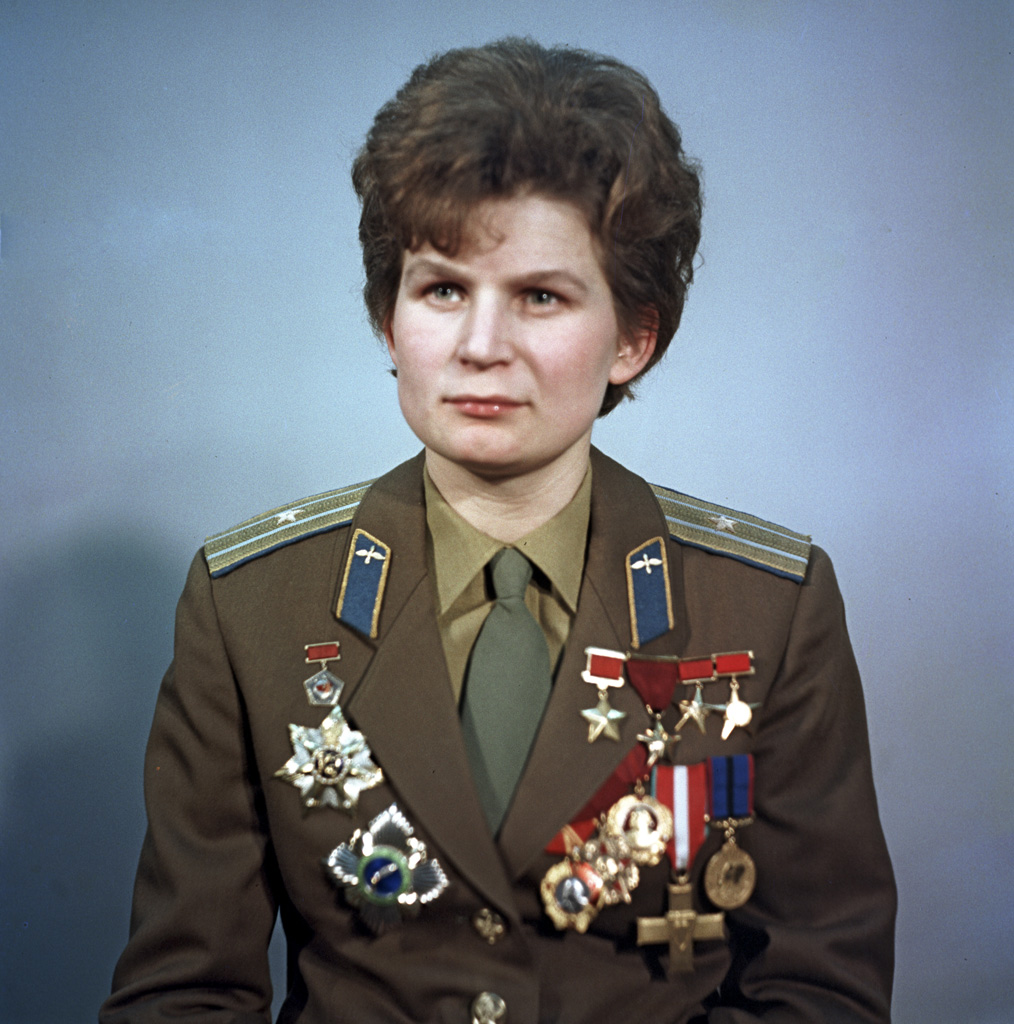
Valentina Tereixkova, la primera dona a l'espai el 1963.

### Astronautes
Durant el programa Apollo, (1961-1975), els Estats Units van enviar un total de 30 missions tripulades: sis al programa Mercury, 10 al programa Gemini. 11 al programa Apol·lo, tres al programa Skylab i un al programa de proves Apollo-Soiuz. Aquestes 30 missions van proporcionar 71 oportunitats de vol individual: sis al Mercury, 20 al Gemini, 33 a l'Apollo, nou a l'Skylab, i tres a l'Apollo-Soiuz. Aquests llocs van ser coberts per 43 persones. D'entre ells, quatre van fer un total de quatre vols, tres van fer un total de tres vols, 10 un parell de vols, i els restants 26 van volar només una vegada. Alguns d'ells van fer vols addicionals amb el transbordador espacial.
Dels 31 vols de l'era Apollo, tres van ser suborbitals i nou van consistir en missions lunars. La resta de 20 van ser vols orbitals terrestres. Els nou vols lunars van proporcionar l'oportunitat de fer aquest tipus de vols a 24 persones. Només tres persones van volar dues vegades a la Lluna. Els 6 allunatges que es van produir amb èxit van portar 12 persones a la Lluna. Cap no va allunar dues vegades, encara que dos ja havien volat a la Lluna almenys una vegada, cinc ja havien fet vols no lunars i cinc no tenien cap classe d'experiència en vols espacials.
Tots els vols del programa Mercury i tres del programa Gemini tenien una tripulació formada per principiants, igual que un dels vols del programa Skylab. Tot i això, totes les missions del programa Apol·lo incloïen almenys un astronauta veterà. Només dos vols, les missions lunars i les proves incloïen una tripulació formada només per veterans.

## Entrenament
Les persones que volen ser astronautes han de passar per entrenaments molt exigents abans d'exercir com a tal. Diversos astronautes eren abans pilots d'avió de combat o pilots per a vols test que ja tenien un entrenament previ abans d'entrenar per a ser astronauta. La NASA requereix als participants tenir un màster en enginyeria, ciències biològiques, ciències físiques, informàtica o matemàtiques. Els candidats han de tenir almenys dos anys d'experiència professional relacionada amb el màster obtingut després de la finalització del títol o almenys 1.000 hores de temps de pilot al comandament en avions a reacció i ha de ser capaç de superar l'examen físic d'astronauta de vol de llarga durada de la NASA. A més els candidats també han de tenir habilitats en lideratge, treball en equip i comunicació.

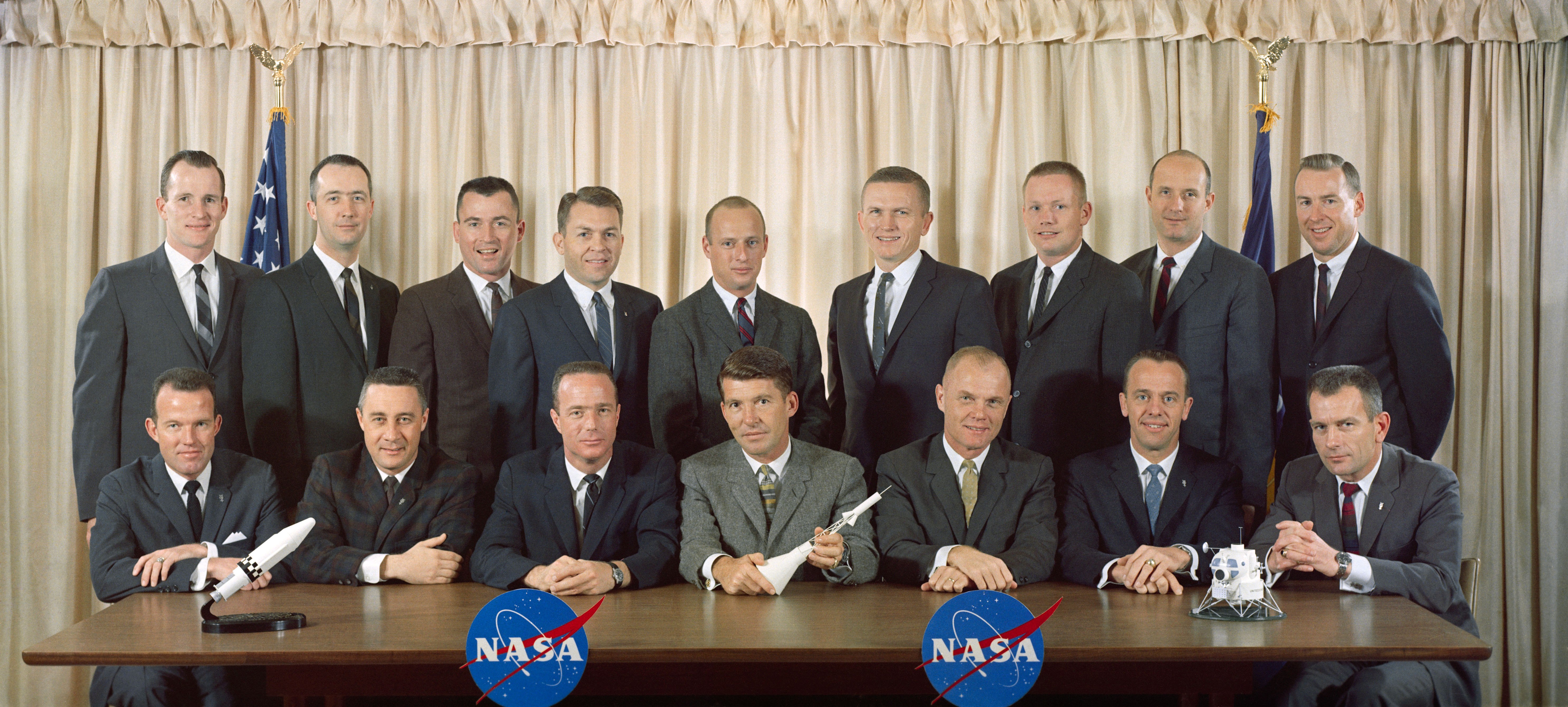
Els primers 16 astronautes de la NASA, el febrer de 1963. Fila del darrere: White, McDivitt, Young, See, Conrad, Borman, Armstrong, Stafford, Lovell. Fila del davant: Cooper, Grissom, Carpenter, Schirra, Glenn, Shepard, Slayton.

## Riscos per a la salut dels viatges espacials
Els astronautes són susceptibles a una varietat de riscos per a la salut, com ara la malaltia per descompressió, barotrauma, immunodeficiència, pèrdua de músculs, pèrdua de la vista, intolerància ortostàtica, alteracions del son o lesions per radiació. S'estan duent a terme una varietat d'estudis mèdics a gran escala a l'espai a través de l'Institut Nacional d'Investigació Biomèdica Espacial (NSBRI) per abordar aquests problemes. Entre aquests, destaca l'Estudi d'ultrasò de diagnòstic avançat en microgravetat en què els astronautes (inclosos els antics comandants de l'ISS Leroy Chiao i Guennady Pàdalka) realitzen exploracions d'ecografia sota la guia d'experts remots per diagnosticar i potencialment tractar centenars de condicions mèdiques a l'espai. Les tècniques d'aquest estudi s'estan aplicant ara per cobrir lesions esportives professionals i olímpiques, així com l'ecografia realitzada per operadors no experts en estudiants de medicina i batxillerat. Es preveu que l'ecografia guiada a distància pot tenir aplicació a la Terra en situacions d'emergència i d'atenció rural, on l'accés a un metge format sovint és rar.

## Alimentació
Un astronauta a l'Estació Espacial Internacional necessita uns 830 g de massa d'aliment per menjar cada dia .

Els astronautes del transbordador espacial treballen amb nutricionistes per seleccionar menús segons els seus gustos. Cinc mesos abans del vol, els menús son seleccionats i analitzats pel seu contingut nutricional pel dietista de la llançadora. Els aliments es posen a prova per veure com reaccionaran en un entorn de gravetat reduïda. Els requeriments calòrics es determinen mitjançant una fórmula de despesa energètica basal (BEE). A la Terra, l'americà mitjà utilitza uns 130 litres d'aigua cada dia. A bord dels astronautes de l'ISS limiten l'ús d'aigua a només uns 11 litres per dia, reduïnt sobretot les despeses d'aigua que no siguin per a la hidratació dels astronautes.

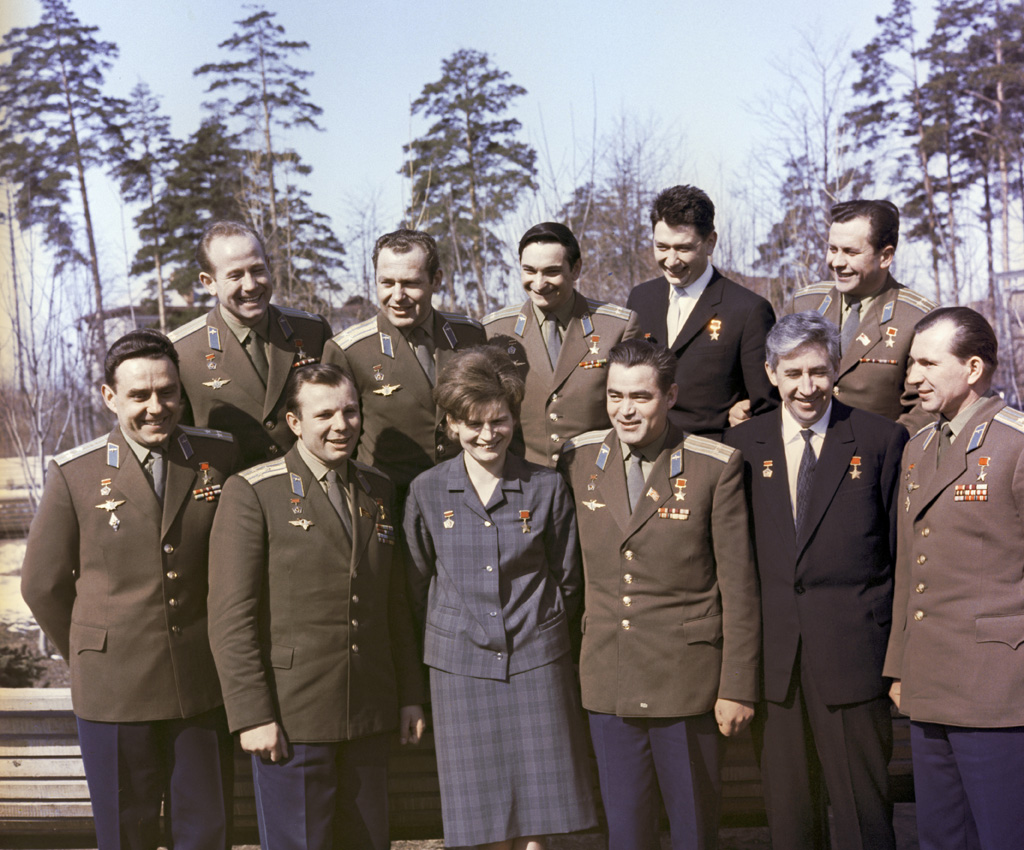
Els primers cosmonautes soviètics, el juliol de 1965. Fila de darrera, d'esquerra dreta: Leonov, Titov, Bykovsky, Iegorov, Popovitx; fila davantera: Komarov, Gagarin, Tereixkova, Nikolaiev, Feoktistov, Belyayev.

## Astronautes famosos
- Iuri Alekséievitx Gagarin (9 de març de 1934 – 27 de març de 1968), cosmonauta soviètic. El 12 d'abril de 1961 esdevingué el primer ésser humà que va viatjar a l'espai, amb el Vostok 1.
- Alan Shepard (18 de novembre de 1923 - 21 de juliol de 1998) esdevingué, el 5 de maig de 1961 el primer americà (i el segon humà) en viatjar a l'espai. Ho feu a bord del Freedom 7.
- Valentina Vladímirovna Tereixkova (URSS, 6 de març de 1937), va ser la primera dona cosmonauta. Va fer 48 òrbites voltant la terra a bord del Vostok 6 en 70 hores, i 50 minuts, des del 16 de juny, al 19 de juny de 1963.
- Neil Armstrong (5 d'agost de 1930) astronauta americà, primer home que caminà sobre la Lluna. Quan posà el peu sobre la Lluna el 21 de juliol de 1969 va dir: "Aquest és un petit pas per un home i un gran pas per la humanitat".
- Eileen Collins va ser la primera dona pilot i la primera dona comandant d'un transbordador espacial, en la missió STS-93, del 23 al 27 de juliol del 1999.
- Yang Liwei primer taikonauta xinès, a bord de la nau Shenzhou 5, el 15 d'octubre de 2003.

## Defuncions

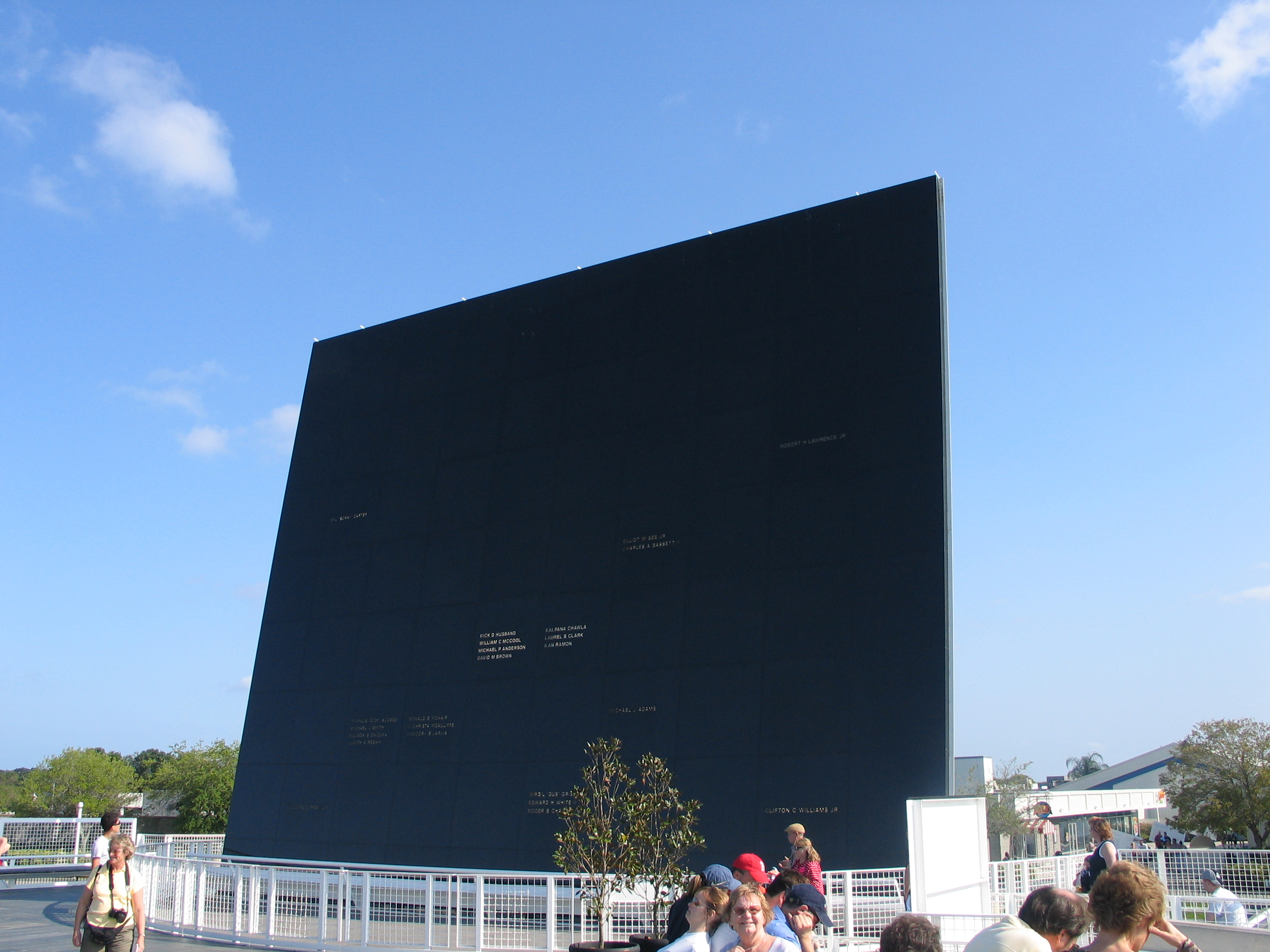
El Space Mirror Memorial

Fins al 2020, divuit astronautes (catorze homes i quatre dones) han perdut la vida durant quatre vols espacials. Per nacionalitat, tretze eren nord-americans, quatre eren russos (Unió Soviètica) i un era israelià.
Fins al 2020, onze persones (tots homes) han perdut la vida entrenant per a vols espacials: vuit nord-americans i tres russos. Sis es van estavellar en avions d'entrenament, un es va ofegar durant l'entrenament de recuperació d'aigua, i quatre es van deure a incendis en entorns d'oxigen pur.
L'astronauta David Scott va deixar un monument commemoratiu consistent en una estatueta anomenada Astronauta Caigut a la superfície de la Lluna durant la seva missió Apollo 15 de 1971, juntament amb una llista dels noms de vuit dels astronautes i sis cosmonautes que se sabia llavors que havien mort en servei.
L'Space Mirror Memorial, que es troba als terrenys del Kennedy Space Center Visitor Complex, és mantingut per l'Astronauts Memorial Foundation i commemora les vides dels homes i dones que han mort durant els vols espacials i durant l'entrenament als programes espacials dels Estats Units. A més de vint astronautes de carrera de la NASA, el monument inclou els noms d'un pilot de proves del X-15, d'un oficial de les Forces Aèries dels EUA que va morir mentre s'entrenava per a un programa espacial militar llavors classificat, i d'un participant en un vol espacial civil.